# Lyttelton
Lyttelton (maorsky Ōhinehou) je přístavní město na Jižním ostrově Nového Zélandu. Jedná se o předměstí a přístav největšího města ostrova Christchurche. Žije zde zhruba tři tisíce obyvatel.
Přístavem prochází 34 % vyváženého a 61 % dováženého zboží ostrova (měřeno podle ceny).

## Dějiny
Před příchodem Evropanů zde žili zhruba 700 let Maorové. Zdejší přírodní přístav objevila 16. února 1770 loď Endeavour při první cestě k Novému Zélandu. V srpnu 1849 byl Lyttelton oficiálně prohlášen za přístav.